# سرزمین‌های مرزی: هندسام کالکشن
سرزمین‌های مرزی: هندسام کالکشن (انگلیسی: Borderlands: The Handsome Collection) یک بازی ویدئویی در سبک تیراندازی اول شخص و نقش‌آفرینی اکشن است؛ که توسط گیرباکس سافتور توسعه یافته و به‌وسیلهٔ ۲کی گیمز در سال ۲۰۱۵ منتشر شد. «سرزمین‌های مرزی: هندسام کالکشن» شامل دو بازی سرزمین‌های مرزی ۲ و سرزمین‌های مرزی: قبل از عاقبت! در پلت‌فرم‌های مایکروسافت ویندوز، پلی‌استیشن ۴، اکس‌باکس وان و سیستم‌عامل‌های مکینتاش منتشر شده‌است.